# Panhard EBR

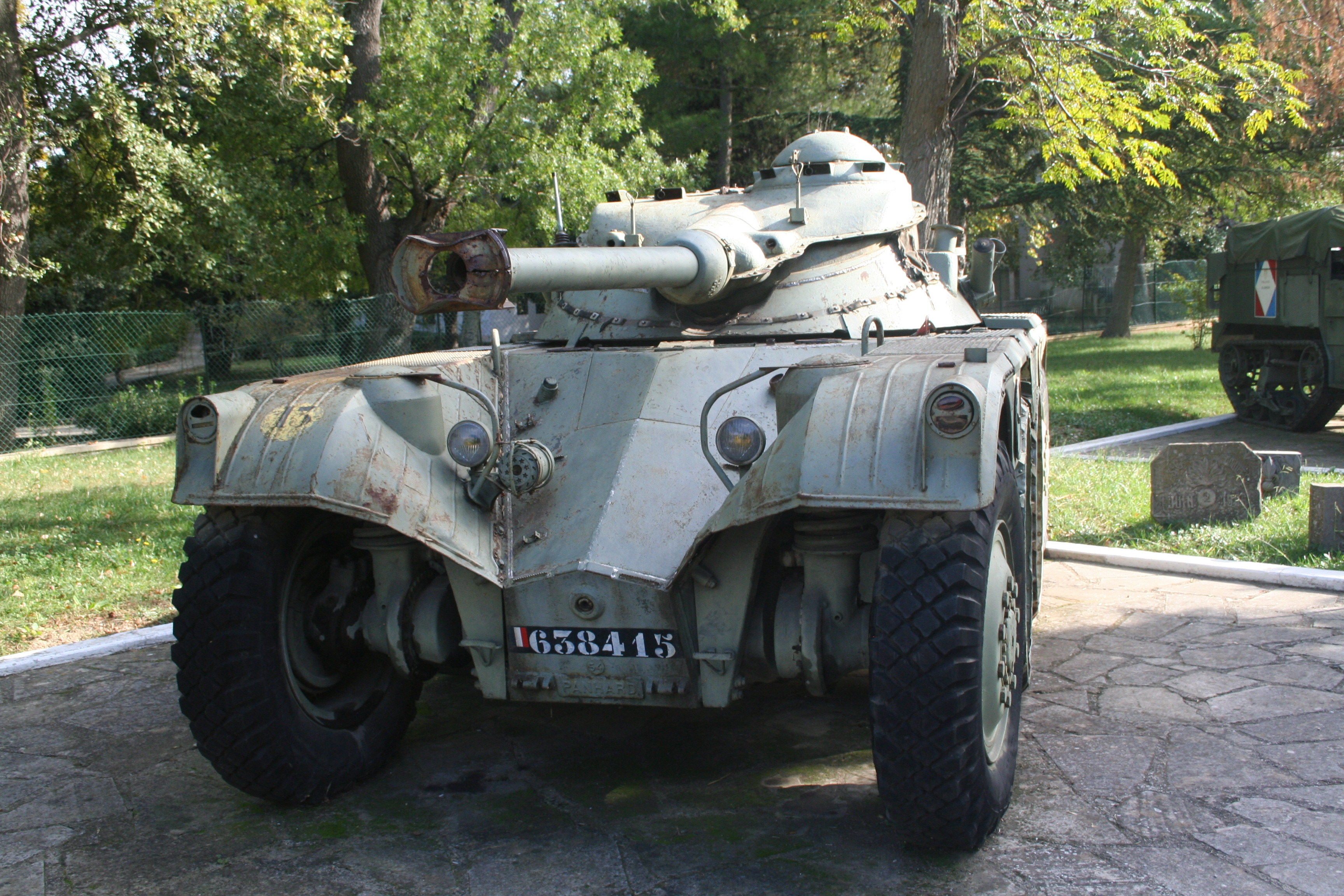
Vooraanzicht

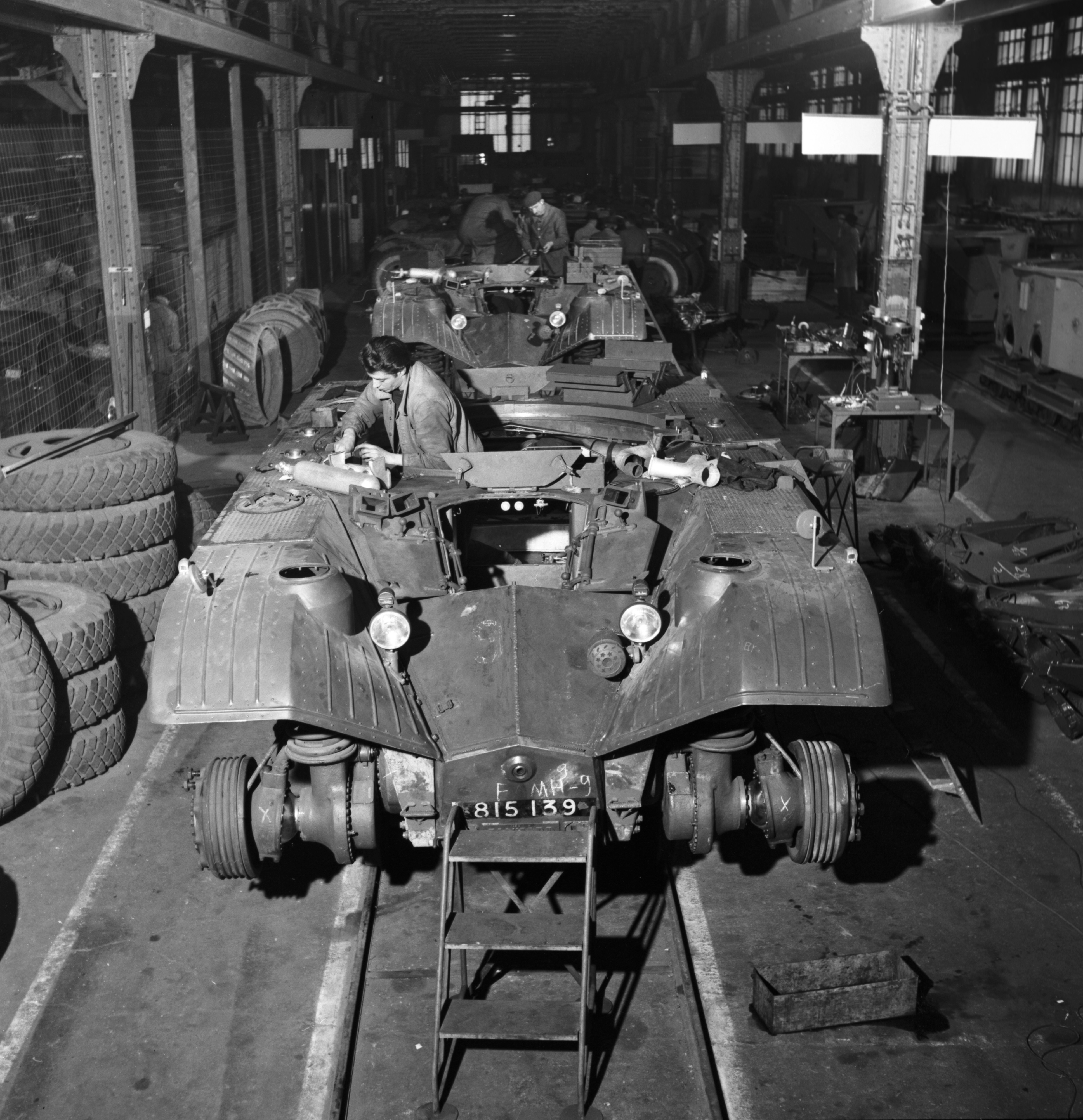
Rompen van de EBR op de assemblagelijn, 1951

De Panhard EBR (Panhard Engin Blindé de Reconnaissance) is een pantserwagen die de Franse fabrikant Panhard ontwikkelde voor het Franse leger. De productie van het voertuig begon in 1950 en de eerste exemplaren werden later dat jaar afgeleverd. Het is tot midden jaren tachtig in gebruik geweest, en is opgevolgd door de AMX 10RC.

## Geschiedenis
Kort voor het uitbreken van de Tweede Wereldoorlog had Panhard al de eerste versie van dit speciale voertuig ontworpen; de Panhard 201 uit 1939. Dit voertuig met aandrijving op alle acht wielen was uitgerust met een 37 mm-kanon en een machinegeweer, en had een massa van 9 ton. De bemanning bestond uit vier personen.. Op 1 mei 1940 werden 600 exemplaren besteld, maar door het uitbreken van de oorlog kwam de 201 niet in productie.
Na de oorlog had het Franse leger behoefte aan een zwaar pantserwielvoertuig voor verkenningsdoeleinden. Vier bedrijven deden een voorstel: Hotchkiss met een 6x6-versie, Latil (8x8), Lorraine (6x6) en Panhard (8x8). Panhard had het ontwerp van de Panhard 201 aangepast en leverde dit in 1946 in. Ze kreeg de opdracht om twee prototypes te bouwen, die in 1948 ter beproeving werden afgeleverd. Na enkele aanpassingen kwam de Panhard EBR in 1950 in productie. Hij is tot 1986-1987 in gebruik geweest bij het Franse leger. De totale productie was 1200 exemplaren.
Naast het Franse leger werd het voertuig ook gebruikt in de legers van Mauritanië, Marokko, Portugal en Tunesië. Het heeft dienst gedaan in Algerije, en werd door het Portugese leger ingezet tegen de bevrijdingsbewegingen in de Portugese kolonies in Afrika.

## Beschrijving
De Panhard EBR telde acht wielen, waarvan de middelste vier alleen in zwaar terrein werden gebruikt. De voorste en achterste wielen werden gebruikt op de weg en waren voorzien van speciale luchtbanden. De middelste vier wielen waren van aluminium, voorzien van stalen kammen. Het voertuig kon in beide richtingen even snel rijden en had daarom twee chauffeurs; een aan de voorzijde van de romp en een aan achterzijde. Verder bestond de bemanning uit een commandant en een schutter, die beide in de geschuttoren zaten.
Die geschuttoren bevond zich in het midden van het voertuig, en was uitgerust met een 75mm-kanon. Vanaf 1954 werd de geschuttoren van de AMX-13 toegepast, eveneens met een 75 mm-kanon . De toren kon in een volledige cirkel ronddraaien. Verder waren er drie machinegeweren, waarvan één coaxiaal in de toren en twee in de romp. Er was ruimte om 43 granaten van 75mm in het voertuig mee te voeren.
De benzinemotor was een 12 cilinder boxermotor. Deze lag onder de vloer, zodat de werkruimte vrij bleef. Deze plaatsing had echter als nadeel dat bij groot onderhoud de geschuttoren in zijn geheel verwijderd moest worden. De motor leverde 200 pk bij 3.700 toeren per minuut. De versnellingsbak telde vier versnellingen die allemaal voor- en achteruit gebruikt konden worden. Door de installatie van een extra reductiebak konden hoge en lage overbrengingsverhoudingen gebruikt worden. Het voertuig had aandrijving op alle wielen (8x8). De brandstoftank had een capaciteit van 370 liter, goed voor een bereik van 650 à 700 kilometer. Het elektrisch systeem was 24 volt. Zonder verdere voorbereiding was het waadvermogen 1,2 meter.

### Panhard EBR ETT

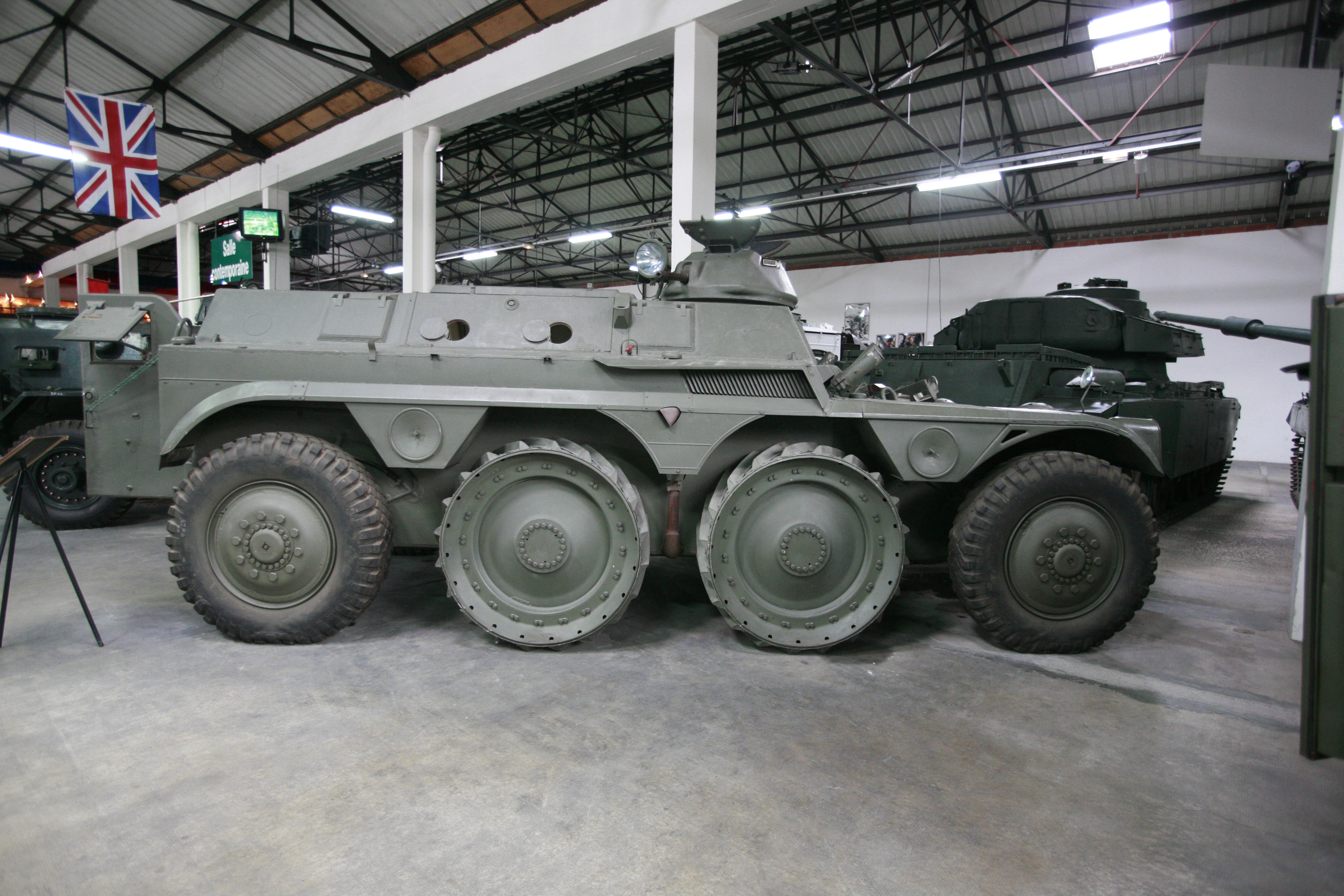
Panhard EBR ETT in Musée des Blindés te Saumur

Als variant werd een pantserinfanterievoertuig gebouwd; de Panhard model 238 of EBR ETT, waarbij ETT stond voor Engin Transporteur de Troupes. Die bood ruimte voor 12 militairen en drie bemanningsleden. De toren kreeg alleen een 7,5 mm-machinegeweer als bewapening, en aan de achterzijde waren twee grote deuren geplaatst om snel in- en uit te stappen. Van deze versie zijn 28 stuks gebouwd, alle voor het Portugese leger.